# Stade Yves-Jaguin
 (décembre 2022).
Si vous disposez d'ouvrages ou d'articles de référence ou si vous connaissez des sites web de qualité traitant du thème abordé ici, merci de compléter l'article en donnant les références utiles à sa vérifiabilité et en les liant à la section « Notes et références ».
Le stade Yves-Jaguin était un stade de football situé dans l'agglomération guingampaise, sur la commune de Pabu, dans le quartier de Montbareil d'où il a longtemps tiré son nom.

## Histoire du stade

### Construction et inauguration du stade
En 1921, le stade de Montbareil est construit par la ville de Pabu, le terrain est inauguré la même année. Lors de l'inauguration du stade, le terrain ne possède pas de tribune. Dès lors, en 1922, le stade accueille les matchs de l'En Avant Guingamp, club amateur à l'époque. Le stade accueille au fur et à mesure des années de plus en plus de spectateurs lors des matchs de l'EAG, poussant la ville de Pabu à agrandir le stade.

### Première extension du stade
En 1929, à la suite de l'accueil de plus en plus de supporters, la première tribune du stade est construite, il s'agit de la tribune principale. La tribune comporte un toit qui couvre l'entièreté de la tribune. Celle-ci comporte aussi les vestiaires du club, les spectateurs s'assoient sur des bancs en bois. Jusqu'au début de la Seconde Guerre mondiale, aucune modification n'est apportée au stade.

### Après guerre, épopée guingampaise en Coupe
En 1947, le stade de Montbareil est renommé en stade Yves-Jaguin pour rendre hommage à l’ancien président du club (1943-1945). Proche du club depuis les années 20, c’est cet homme qui est à l’origine de l’installation de l’équipe à cet endroit en 1922. En 1950, la tribune principale est étendue pour accueillir les supporters de plus en plus nombreux, sa capacité est dès lors de 550 places assises. Le stade évolue peu durant les quinze années suivantes, en 1966, le stade est racheté par l'EA Guingamp pour 113 000 francs. En 1973, l'EAG qui joue en DSR, atteint les 32es de finale de la Coupe de France après avoir battu le Stade brestois puis le Stade lavallois, tous deux clubs de D2. Le stade n'accueillera aucun match de cette épopée après les 32es de finale car il n'est pas aux normes. En 1976, le record d'affluence est battu lors de EA Guingamp contre le LOSC, 9 339 spectateurs se rendent au stade pour voir les Lillois l'emporter. Le stade n'évolue pas jusqu'en 1977, l'EAG obtient alors sa promotion en Division 2.

### Seconde extension pour la D2
Pour jouer en D2, le stade doit être rénové, en face de la tribune principale, des gradins couverts sont construits malgré la contrainte des logements situés derrière celle-ci. Des gradins sont installés derrière les buts. Quatre projecteurs sont installés au quatre coins du terrain. La capacité passe à 10 000 places dont 550 places assises dans la tribune principale. Lors de la première saison du club en D2, le stade accueille en moyenne 3 640 spectateurs dont 5 555 spectateurs contre le Stade rennais, meilleure affluence de la saison.

### Coupe de France, D2 et première sur Canal+

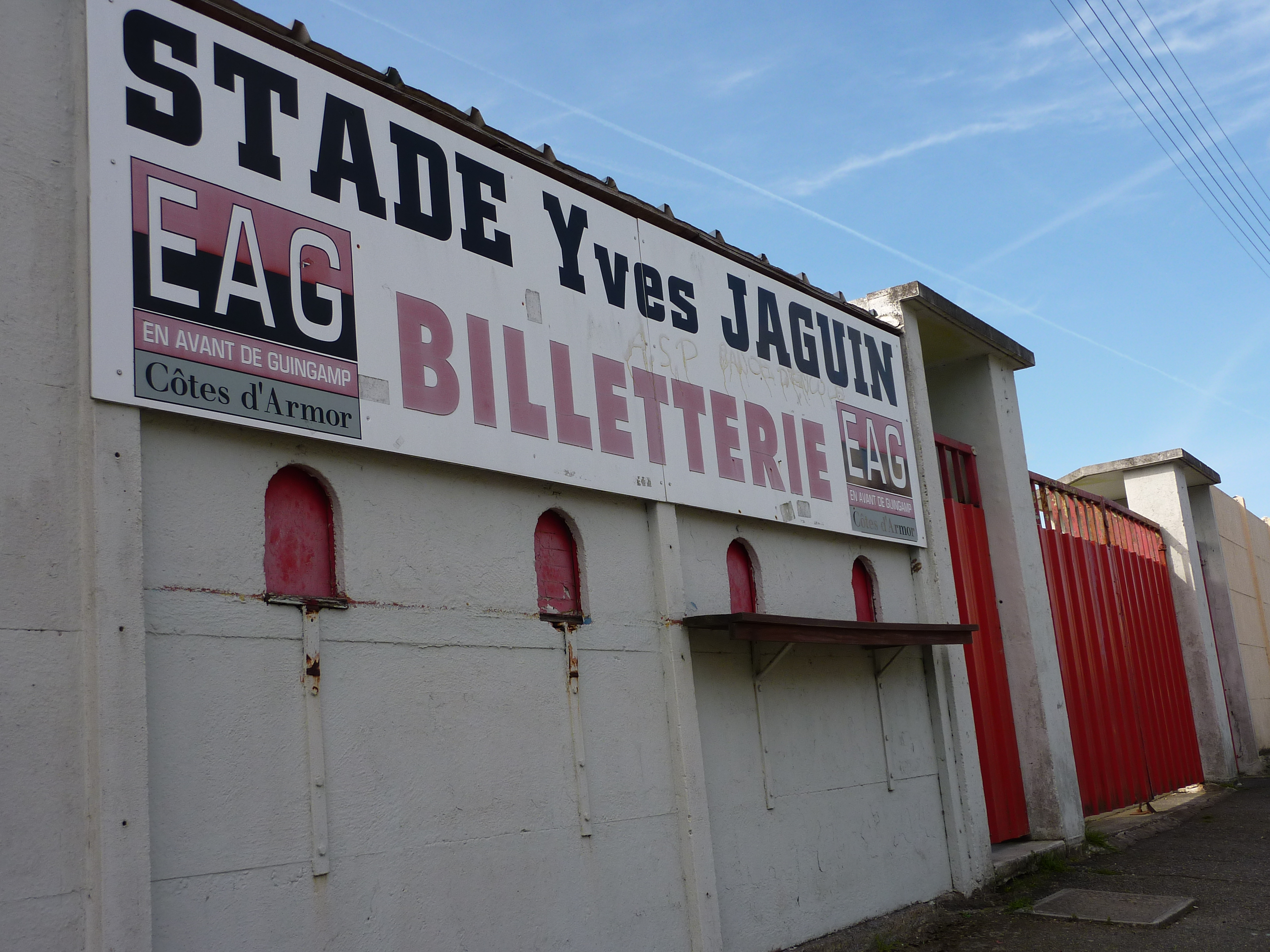
L'entrée principale du stade Yves-Jaguin.

Après l'augmentation de la capacité à 10 000 spectateurs, le record d'affluence du stade en D2 est battu lors d'une rencontre contre le Stade rennais qui se dispute à Yves-Jaguin devant 8 138 spectateurs. C'est durant cette saison que la meilleure moyenne de spectateurs a lieu puisque 4 648 spectateurs assistent en moyenne à chaque rencontre. La saison suivante, le record d'affluence est battu puisque 9 606 spectateurs s'entassent dans le stade champêtre lors de la réception du rival rennais. Lors de la saison 1982/1983, le club dispute deux matchs de Coupe de France à Yves-Jaguin, 10 000 spectateurs assistent contre le Stade lavallois à la qualification guingampaise en quart de finale et 9 872 spectateurs assistent à un nouveau match nul contre le Tours FC en quart de finale. Le record d'affluence du stade est battu. La saison suivante, le stade accueille le SC Abbeville et 11 500 spectateurs s'entassent dans le stade pour voir l'EAG s'imposer trois buts à un. Il s'agit du record d'affluence du stade à l'époque et le record actuel. À cette époque, Noël Le Graët, président du club veut construite une nouvelle enceinte pour l'EAG puisque Yves-Jaguin devient trop petit pour les ambitions du club et dangereux puisque lors de la réception du Stade rennais, en 1985, un grillage s'écroule sous le poids des supporters, blessant plusieurs spectateurs. Le stade accueillait lors de ce match, 10 086 spectateurs. Le 25 octobre 1985, Canal+ diffuse son premier match de D2, il s'agit d'EA Guingamp - Racing Paris à Yves-Jaguin. La capacité du stade est limitée à 8 100 places. C'est devant 7 694 spectateurs que le match diffusé a lieu. Le match se termine sur un match nul deux buts partout.

### Fin de l'EAG à Yves-Jaguin
Le stade vétuste n'attire plus, si ce n'est une rencontre contre le Stade brestois qui s'est jouée devant 8 006 spectateurs. Le stade trop vétuste ne peut plus accueillir les rencontres de l'EAG. Alors que le Stade de Roudourou est en construction, le stade Yves-Jaguin accueille son dernier match de l'équipe première de l'EAG lors de En Avant Guingamp - Stade rennais devant 10 000 spectateurs.

### Après le départ de l'EAG, fermeture et destruction du stade
L'équipe première quitte le stade, mais les équipes réserves et jeunes continuent de jouer dans le stade jusqu'en 2016 où ils accueillent le dernier match de son histoire lors d'une rencontre opposant la réserve de l'EAG et le Stade briochin qui se dispute devant un kop guingampais qui s'y est rendu pour la dernière. Le stade ferme en 2016 et, en 2019, le stade est détruit pour construire un lotissement.

## Clubs résidents

### En Avant Guingamp
Le stade a accueilli l'équipe première d'En avant Guingamp de 1921 à 1990, jusqu'à la construction du stade du Roudourou. Il accueille dorénavant les matchs de football à domicile de l'équipe réserve d'En avant Guingamp, ainsi que ceux des équipes de jeunes du club. Plus rarement, il arrive que la section féminine guingampaise joue quelques matchs de championnat de D1. En 2016, la réserve de l’EAG y joue son dernier match contre Saint-Brieuc (1-2).

## Affluence

### Records d'affluence
| Rang | Spectateurs | Compétition     | Rencontre                                    | Date |
| ---- | ----------- | --------------- | -------------------------------------------- | ---- |
| 1    | 11 500      | Division 2      | EA Guingamp (D2) - SC Abbeville (D2)         | 1984 |
| 2    | 10 086      | Division 2      | EA Guingamp (D2) - Stade rennais (D2)        | 1985 |
| 3    | 10 000      | Coupe de France | EA Guingamp (D2) - Stade lavallois (D1)      | 1983 |
| 4    | 10 000      | Division 2      | EA Guingamp (D2) - Stade rennais (D2)        | 1990 |
| 5    | 9 872       | Coupe de France | EA Guingamp (D2) - Tours FC (D1)             | 1983 |
| 6    | 9 606       | Division 2      | EA Guingamp (D2) - Stade rennais (D2)        | 1980 |
| 7    | 9 339       | Coupe de France | EA Guingamp (D2) - Lille OSC (D1)            | 1976 |
| 8    | 9 000       | Coupe de France | EA Guingamp (D2) - SC Toulon (D1)            | 1984 |
| 9    | 8 535       | Division 2      | EA Guingamp (D2) - Stade rennais (D2)        | 1983 |
| 10   | 8 138       | Division 2      | EA Guingamp (D2) - Stade rennais (D2)        | 1979 |
| 11   | 8 006       | Division 2      | EA Guingamp (D2) - Stade brestois (D2)       | 1989 |
| 12   | 7 694       | Division 2      | EA Guingamp (D2) - Racing Club de Paris (D2) | 1986 |
| 13   | 7 209       | Division 3      | EA Guingamp (D3) - Stade Briochin (D3)       | 1977 |
| 14   | 6 939       | Division 2      | EA Guingamp (D2) - FC Lorient (D2)           | 1986 |
| 15   | 6 747       | Division 2      | EA Guingamp (D2) - Stade brestois (D2)       | 1979 |
| 16   | 6 639       | Division 2      | EA Guingamp (D2) - Stade rennais (D2)        | 1981 |
| 17   | 6 052       | Division 2      | EA Guingamp (D2) - Stade rennais (D2)        | 1982 |
| 18   | 5 938       | Coupe de France | EA Guingamp (D2) - Valenciennes FC (D2)      | 1980 |
| 19   | 5 803       | Division 2      | EA Guingamp (D2) - Stade rennais (D2)        | 1989 |
| 20   | 5 749       | Division 2      | EA Guingamp (D2) - Tours FC (D2)             | 1980 |

### Autres références
1. ↑  Stade Yves Jaguin, france-stades.com